# Prosthoporus townesi
Prosthoporus townesi là một loài tò vò trong họ Ichneumonidae.